# Саратовская мужская гимназия
Первая Саратовская мужская гимназия — главная гимназия Саратова, в которой преподавали и учились многие известные личности, такие как Н. Г. Чернышевский, П. Н. Яблочков, Д. В. Каракозов, Б. А. Бабочкин, Б. К. Миллер, А. Н. Пыпин, Э. И. Губер, А. И. Артемьев, В. В. Челинцев и др.

## История
Ещё в 1803 году были приняты «Предварительные правила Народного просвещения», согласно которым во всех губернских городах надлежало открыть гимназии. Но только в 1815 году саратовскому губернатору А. Д. Панчулидзеву поступило указание открыть гимназию. Панчулидзев предложил под гимназию собственный дом, пострадавший от пожара в 1814 году: «каменный, двухэтажный, с деревянным оштукатуренным мезонином, обращенным к Волге, оказался весьма удобен и приличен для гимназии по его обширности и красоте помещения, по сосредоточенности в городе и по близости к собору, созидаемому усердием граждан». 

Памятная плита: ул. Некрасова, 17

В 1815—1816 годах саратовский архитектор В. И. Суранов и архитектор Казанского учебного округа Мари подготовили документацию и в июне 1817 года из Петербурга пришло разрешение на приобретение губернаторского дома для гимназии. Все строительные работы были завершены к концу 1818 года; 9 ноября 1819 года, в здании открылись начальные и приготовительные классы гимназии, а 30 августа 1820 года Саратовская мужская гимназия, наконец, была открыта официально. Расположена она была на Гимназической улице (ныне ул. Некрасова, 17).
В гимназию поступали мальчики 9—11 лет, прошедшие курс начальной подготовки. Срок обучения равнялся 7 годам (до 1828 года — 6), причём старший класс именовался первым. Численность учащихся при открытии гимназии в 1820 году в приготовительном и первом классах составляла около 50 человек, а к первому выпуску в 1827 году в ней числилось уже более 200 гимназистов; в 1863 году — 316, в 1875 — 382 (из них 217 были детьми дворян, 18 — духовенства, 103 — мещан, 41 — сельских сословий и 3 — иностранцев).
В качестве обязательных дисциплин преподавались предметы: Закон Божий; русский язык с церковнославянским, словесность, латинский язык и греческий (преподавался примерно до 1890-х годов), немецкий и французский языки; логика; законоведение; арифметика, алгебра, геометрия, тригонометрия; физика, космография; природоведение, география; история всеобщая и история русская; чистописание, черчение, рисование, гигиена. Штат учителей и обслуживающего персонала составлял 24 человека. В 1851-1855 гг. преподавателем словесности в гимназии был Н. Г. Чернышевский.
Директорами гимназии были: А. М. Ченыкаев (1820—1823), И. П. Менделеев (1824—1825), Я. А. Миллер (1825—1831 и 1834—1837), А. С. Пономарёв (1831—1833), барон Василий Фёдорович фон Гине (1837—1843), Л. П. Круглов (1844—1847), В. А. Лубкин (1847—1851). В 1851 году директором стал А. А. Мейер, в 1863 году — А. И. Соколов, в 1873 году — М. А. Лакомте, с 1884 года — В. А. Боголюбов. С 27 марта 1901 года директором — уже Саратовской первой гимназии — был назначен статский советник (с 01.01.1904 — действительный статский советник) Александр Корнилович Кулагин.
В 1915 году в её штате числилось 34 преподавателя, занимавшихся с 504 учениками.
Упразднена гимназия была декретом СНК «Об объединении учебных и образовательных учреждений и заведений всех ведомств в ведомстве Народного комиссариата по просвещению» от 30.05.1918 и положением ВЦИК «О единой трудовой школе РСФСР» от 30.09.1918.

## Выпускники
См. также Выпускники Саратовской гимназии
1830
- Эдуард Губер

1837
- Александр Артемьев

1847
- Григорий Захарьин

1848
- Павел Ровинский

1849
- Александр Пыпин

1850
- Даниил Мордовцев

1853
- Григорий Минх

1857
- Николай Терешкевич (золотая медаль)

1859
- Виктор Пасхалов

1861
- Дмитрий Позняк (золотая медаль)

1865
- Оскар Гримм

1866
- Михаил Львов (серебряная медаль)

1870
- Николай Симановский

1871
- Владимир Шатилов

1878
- Леонид Беллярминов

1880
- Ардалион Токарский

1884
- Якоб Дитц

1889
- Александр Владыкин (золотая медаль)

1894
- Пётр Лященко
- Леонид Старокадомский

1895
- Александр Порай-Кошиц (золотая медаль)
- Владимир Недоносков

1900
- Алексей Рыков

1901
- Василий Болдырев (золотая медаль)

1902
- Николай Косолапов

1903
- Илья Британ (серебряная медаль)

1904
- Михаил Зенкевич

1905
- Сергей Чернов

1908
- Арвид Бенинг

1909
- Александр Кауль (золотая медаль)

1911
- Сергей Голубов